# Arkadiusz Skrzypaszek
Arkadiusz Skrzypaszek   (Oświęcim, 20 d'abril de 1968) és un pentatleta modern polonès, ja retirat, guanyador de dues medalles olímpiques.
El 1988 va prendre part en els Jocs Olímpics d'Estiu de Seül, on disputà dues proves del programa de pentatló modern. Destaca la novena posició en la competició per equips. Quatre anys més tard, als Jocs de Barcelona, tornà a disputar dues proves del programa de pentatló modern. En ambdues, la competició individual i per equips, formant equip amb Dariusz Goździak i Maciej Czyżowicz, guanyà la medalla d'or.
En el seu palmarès també destaquen cinc medalles en el Campionat del Món de pentatló modern, una d'or, dues de plata i dues de bronze, entre el 1987 i el 1991. Amb 24 anys, en acabar els Jocs de Barcelona, es retirà.